# 營業額
營業額，又稱營業收入、營收、收益，是商業會計術語，指公司因正常商業活動，所獲得之收入，通常是經由提供產品及服務所得。通常營業額是公司在某段時間內，以貨幣計價的公司收入。
一家企業的通常的經營活動的收入稱為主營業務收入。例如，制造業或商業企業的主營業務收入是銷售貨物。服務業如律師事務所或理發店的主營業務收入是所提供的服務的費用。租賃業如汽車租賃與銀行的主營業務收入是資產出租的費用與利息。
主營業務收入也可以統稱為銷售（sale）、銷售收入（sale revenue）。凈銷售是指從主營業務收入中扣除銷售退回和銷售折讓（當客戶預付款時）。
存放於銀行之現金產生之利息、權利金等收入也計入總收入（gross revenue），但不能計入主營業務收入與凈銷售中。
營業外收入（other revenue，non-operating revenue）是外圍非核心業務活動的收入。例如，一家制造、銷售汽車的企業，汽車銷售額是它的主營業務收入。而出租一部分不動產的收入是營業外收入。

## 損益表計算流程
（或) = （或) - (顧客折扣 + 退回 + 折讓)
 = （或) - 營業成本（或）
 =  - 營業費用 
息稅前利潤 =  + （即營業外收入 - 營業外支出）
 = 息稅前利潤 - 利息支出 - 稅 =  - 稅 
即：
 =  - 營業成本  - 營業費用 +  - 利息支出 - 稅 